# 愛宕神社 (伊勢崎市)
愛宕神社（あたごじんじゃ）は、群馬県伊勢崎市波志江町にある神社である。祭神は火産霊神、社格は旧村社。

## 概要
創建は不詳だが、文治3年（1187年）に源頼朝の家臣・佐位治官がこの地に築城するにあたって社殿を修理したと伝わる。
明治10年（1877年）村社となる。
明治41年（1908年）1月24日に境内末社および波志江に所在する無格社17社を愛宕神社に合祀した。
もとは愛宕山古墳の上に位置したが、大正2年（1913年）に現在地である金蔵寺の隣に遷宮した。
大正4年（1915年）11月24日に神饌幣帛料供進社に指定された。

## 祭神
主祭神
- 火産霊命

配祀神
- 大国主命
- 武御名方命
- 大雷命
- 保食命
- 建速素戔嗚命
- 菅原道真命
- 大山祇命
- 櫛御気野命
- 木花咲耶姫命
- 大物主命
- 迦具土命

## 主な祭事

### 波志江祇園祭り
愛宕神社の秋祭りにあたるが、なぜ本来八坂神社の祭りである祇園祭りの名で呼ばれるのかは不明。大祭典にあたるオオドウロウ（大灯籠）をオギオン（御祇園）と呼び、通常の年に行われるカズドウロウ（数灯籠）は単に秋祭りと呼ばれる。祭日は大正時代は9月24日だったが昭和期に10月17日に変わった。大灯籠では波志江町内各地区が屋台10基を出す。昭和以降では1928年、1953年、1981年、2000年、2008年に開催。
春祭り - 4月3日。

## 文化財
伊勢崎市指定重要文化財

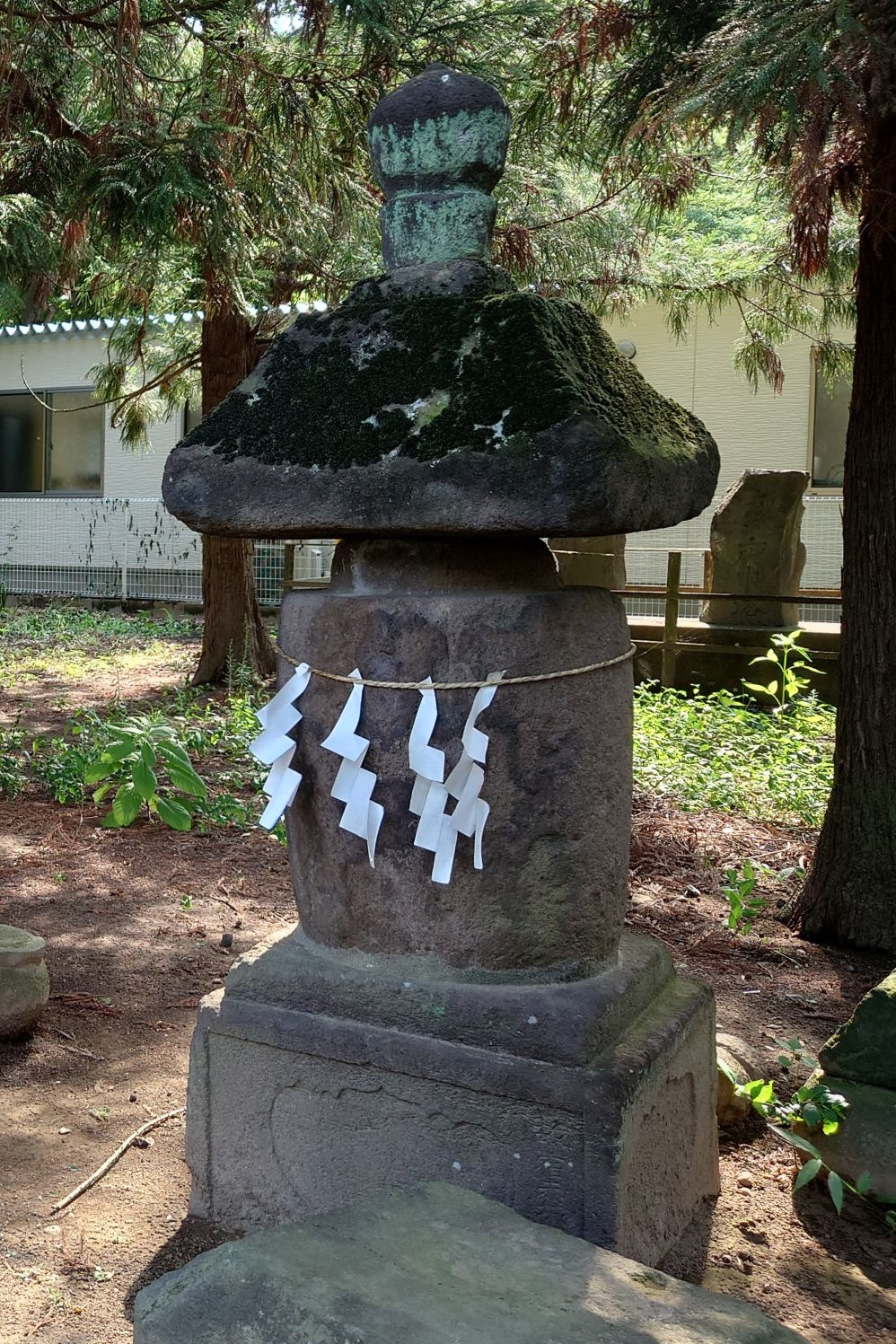
波志江愛宕神社の宝塔

- 波志江愛宕神社の宝塔（令和2年10月27日指定） - 南北朝時代中期の造営の石造宝塔[6]。赤城塔と呼ばれる赤城山南麓に見られる形式。

伊勢崎市指定重要有形民俗文化財
- 波志江の屋台（平成16年11月30日指定）- 波志江祇園祭りで出される幕末期のものを含む屋台10基[7]。

## その他
- 群馬県道74号伊勢崎大胡線沿いの境内に桜（ソメイヨシノ）が植樹されており、3月下旬～4月上旬には満開の桜を見ることができる。

## 交通アクセス

### 路線バス
- 伊勢崎市コミュニティバス（あおぞら）波志江・赤堀連絡バス
  - 伊勢崎駅南口 - "波志江駐在所"

バス停留所より徒歩0分。（運行本数が少ない為注意）

### 自家用車
- 北関東自動車道伊勢崎ICより国道17号（上武道路）、群馬県道74号伊勢崎大胡線経由、約5.5km。